# Road America 500 2007
Navigation
Édition précédente Édition suivante
Le Road America 500 2007, disputé sur le 11 août 2007 sur le circuit de Road America est la huitième manche de l'American Le Mans Series 2007.

## Course

### Classement de la course
Classement final de la course (vainqueurs de catégorie en gras),,:
| Pos.   | Catégorie | N° | Écurie                                      | Pilotes                                         | Châssis                    | Pneus | Tours/Abandon |
| Pos.   | Catégorie | N° | Écurie                                      | Pilotes                                         | Moteur                     | Pneus | Tours/Abandon |
| ------ | --------- | -- | ------------------------------------------- | ----------------------------------------------- | -------------------------- | ----- | ------------- |
| 1      | LMP2      | 7  | Penske Racing                               | Romain Dumas Timo Bernhard                      | Porsche RS Spyder Evo      | M     | 96            |
| 1      | LMP2      | 7  | Penske Racing                               | Romain Dumas Timo Bernhard                      | Porsche MR6 3.4L V8        | M     | 96            |
| 2      | LMP1      | 1  | Audi Sport North America                    | Rinaldo Capello Allan McNish                    | Audi R10 TDI               | M     | 96            |
| 2      | LMP1      | 1  | Audi Sport North America                    | Rinaldo Capello Allan McNish                    | Audi 5.5L TDI V12 (Diesel) | M     | 96            |
| 3      | LMP1      | 2  | Audi Sport North America                    | Emanuele Pirro Marco Werner                     | Audi R10 TDI               | M     | 96            |
| 3      | LMP1      | 2  | Audi Sport North America                    | Emanuele Pirro Marco Werner                     | Audi 5.5L TDI V12 (Diesel) | M     | 96            |
| 4      | LMP2      | 6  | Penske Racing                               | Sascha Maassen Ryan Briscoe                     | Porsche RS Spyder Evo      | M     | 96            |
| 4      | LMP2      | 6  | Penske Racing                               | Sascha Maassen Ryan Briscoe                     | Porsche MR6 3.4L V8        | M     | 96            |
| 5      | LMP2      | 9  | Highcroft Racing                            | David Brabham Stefan Johansson                  | Acura ARX-01a              | M     | 94            |
| 5      | LMP2      | 9  | Highcroft Racing                            | David Brabham Stefan Johansson                  | Acura AL7R 3.4L V8         | M     | 94            |
| 6      | LMP2      | 20 | Dyson Racing                                | Chris Dyson Guy Smith                           | Porsche RS Spyder Evo      | M     | 94            |
| 6      | LMP2      | 20 | Dyson Racing                                | Chris Dyson Guy Smith                           | Porsche MR6 3.4L V8        | M     | 94            |
| 7      | LMP2      | 16 | Dyson Racing                                | Butch Leitzinger Andy Wallace                   | Porsche RS Spyder Evo      | M     | 94            |
| 7      | LMP2      | 16 | Dyson Racing                                | Butch Leitzinger Andy Wallace                   | Porsche MR6 3.4L V8        | M     | 94            |
| 8      | LMP2      | 15 | Lowe's Fernández Racing                     | Adrian Fernández Luis Díaz                      | Lola B06/43                | M     | 94            |
| 8      | LMP2      | 15 | Lowe's Fernández Racing                     | Adrian Fernández Luis Díaz                      | Acura AL7R 3.4L V8         | M     | 94            |
| 9      | LMP2      | 26 | Andretti Green Racing                       | Bryan Herta Marino Franchitti                   | Acura ARX-01a              | M     | 94            |
| 9      | LMP2      | 26 | Andretti Green Racing                       | Bryan Herta Marino Franchitti                   | Acura AL7R 3.4L V8         | M     | 94            |
| 10     | LMP1      | 06 | Team Cytosport                              | Greg Pickett Klaus Graf                         | Lola B06/10                | D     | 91            |
| 10     | LMP1      | 06 | Team Cytosport                              | Greg Pickett Klaus Graf                         | AER P32T 3.6L Turbo V8     | D     | 91            |
| 11     | LMP2      | 8  | B-K Motorsports Mazdaspeed                  | Jamie Bach Ben Devlin                           | Lola B07/46                | K     | 91            |
| 11     | LMP2      | 8  | B-K Motorsports Mazdaspeed                  | Jamie Bach Ben Devlin                           | Mazda MZR-R 2.0L Turbo I4  | K     | 91            |
| 12     | GT1       | 4  | Corvette Racing                             | Oliver Gavin Olivier Beretta                    | Chevrolet Corvette C6.R    | M     | 91            |
| 12     | GT1       | 4  | Corvette Racing                             | Oliver Gavin Olivier Beretta                    | Chevrolet LS7-R 7.0L V8    | M     | 91            |
| 13     | GT1       | 3  | Corvette Racing                             | Johnny O'Connell Jan Magnussen                  | Chevrolet Corvette C6.R    | M     | 90            |
| 13     | GT1       | 3  | Corvette Racing                             | Johnny O'Connell Jan Magnussen                  | Chevrolet LS7-R 7.0L V8    | M     | 90            |
| 14     | GT1       | 27 | Doran Racing                                | Didier Theys Fredy Lienhard                     | Maserati MC12 GT1          | M     | 88            |
| 14     | GT1       | 27 | Doran Racing                                | Didier Theys Fredy Lienhard                     | Maserati 6.0L V12          | M     | 88            |
| 15     | GT2       | 62 | Risi Competizione                           | Mika Salo Jaime Melo                            | Ferrari F430GT             | M     | 87            |
| 15     | GT2       | 62 | Risi Competizione                           | Mika Salo Jaime Melo                            | Ferrari 4.0L V8            | M     | 87            |
| 16     | GT2       | 18 | Rahal Letterman Racing                      | Tommy Milner Ralf Kelleners                     | Porsche 997 GT3-RSR        | M     | 87            |
| 16     | GT2       | 18 | Rahal Letterman Racing                      | Tommy Milner Ralf Kelleners                     | Porsche 3.8L Flat-6        | M     | 87            |
| 17     | GT2       | 71 | Tafel Racing                                | Wolf Henzler Robin Liddell                      | Porsche 997 GT3-RSR        | M     | 87            |
| 17     | GT2       | 71 | Tafel Racing                                | Wolf Henzler Robin Liddell                      | Porsche 3.8L Flat-6        | M     | 87            |
| 18     | GT2       | 31 | Petersen Motorsports White Lightning Racing | Peter Dumbreck Dirk Müller                      | Ferrari F430GT             | M     | 87            |
| 18     | GT2       | 31 | Petersen Motorsports White Lightning Racing | Peter Dumbreck Dirk Müller                      | Ferrari 4.0L V8            | M     | 87            |
| 19     | GT2       | 45 | Flying Lizard Motorsports                   | Johannes van Overbeek Jörg Bergmeister          | Porsche 997 GT3-RSR        | M     | 86            |
| 19     | GT2       | 45 | Flying Lizard Motorsports                   | Johannes van Overbeek Jörg Bergmeister          | Porsche 3.8L Flat-6        | M     | 86            |
| 20     | GT2       | 61 | Risi Competizione                           | Éric Hélary Gianmaria Bruni                     | Ferrari F430GT             | M     | 86            |
| 20     | GT2       | 61 | Risi Competizione                           | Éric Hélary Gianmaria Bruni                     | Ferrari 4.0L V8            | M     | 86            |
| 21     | GT2       | 54 | Team Trans Sport Racing                     | Tim Pappas Terry Borcheller                     | Porsche 997 GT3-RSR        | Y     | 85            |
| 21     | GT2       | 54 | Team Trans Sport Racing                     | Tim Pappas Terry Borcheller                     | Porsche 3.8L Flat-6        | Y     | 85            |
| 22     | GT2       | 73 | Tafel Racing                                | Jim Tafel Dominik Farnbacher Nathan Swartzbaugh | Porsche 997 GT3-RSR        | M     | 83            |
| 22     | GT2       | 73 | Tafel Racing                                | Jim Tafel Dominik Farnbacher Nathan Swartzbaugh | Porsche 3.8L Flat-6        | M     | 83            |
| 23     | GT2       | 44 | Flying Lizard Motorsports                   | Darren Law Seth Neiman                          | Porsche 997 GT3-RSR        | M     | 81            |
| 23     | GT2       | 44 | Flying Lizard Motorsports                   | Darren Law Seth Neiman                          | Porsche 3.8L Flat-6        | M     | 81            |
| 24 DNF | LMP1      | 12 | Autocon Motorsports                         | Chris McMurry Brian Willman Michael Lewis       | Creation CA06/H            | D     | 76            |
| 24 DNF | LMP1      | 12 | Autocon Motorsports                         | Chris McMurry Brian Willman Michael Lewis       | Judd GV5 S2 5.0L V10       | D     | 76            |
| 25 DNF | GT2       | 22 | Panoz Team PTG                              | Bill Auberlen Joey Hand                         | Panoz Esperante GT-LM      | Y     | 75            |
| 25 DNF | GT2       | 22 | Panoz Team PTG                              | Bill Auberlen Joey Hand                         | Ford (Élan) 5.0L V8        | Y     | 75            |
| 26 DNF | LMP1      | 37 | Intersport Racing                           | Jon Field Clint Field Richard Berry             | Creation CA06/H            | K     | 48            |
| 26 DNF | LMP1      | 37 | Intersport Racing                           | Jon Field Clint Field Richard Berry             | Judd GV5 S2 5.0L V10       | K     | 48            |